# Noordse stern
De noordse stern (Sterna paradisaea) is een zeevogel uit de familie van de meeuwen (Laridae).

## Kenmerken
De noordse stern lijkt uiterlijk sterk op de visdief. De snavel is in het broedseizoen echter geheel bloedrood, zonder zwarte punt, en de bovenzijde van de vleugel heeft niet de voor de visdief karakteristieke grijze 'veeg' over de handpennen.

## Verspreiding en leefgebied
De noordse stern is een uitgesproken trekvogel, die broedt op het noordelijk halfrond en overwintert op het zuidelijk halfrond. Ieder jaar vliegt hij zo'n 70.000 km. In Nederland is hij een zeldzame broedvogel, maar hij komt voor in het gehele Arctische en Antarctische gebied.
De noordse stern heeft een groot verspreidingsgebied en daardoor alleen al is de kans op de status kwetsbaar (voor uitsterven) gering. De grootte van de populatie wordt geschat op 2 miljoen individuen, maar op veel plaatsen gaan de broedvogelaantallen achteruit. Het tempo ligt echter onder de 30% in tien jaar (minder dan 3,5% per jaar). Om deze redenen staat de noordse stern als niet bedreigd op de Rode Lijst van de IUCN.

## Trek
De noordse stern ziet waarschijnlijk meer daglicht dan enig ander wezen, aangezien de broedgebieden in het hoge noorden liggen en de overwinteringsgebieden rond Antarctica, zo bleek al in de jaren 1960 uit ringonderzoek. Een noordse stern die als kuiken geringd was op de Farne-eilanden in het oosten van Groot-Brittannië in de zomer van 1982, wist Melbourne in Australië te bereiken in oktober 1982. De vogel had daarmee een reis van 22.000 km voltooid, slechts drie maanden nadat hij was uitgevlogen. De gemiddeld afgelegde afstand was meer dan 240 km per dag en dat is een van de verst vastgelegde afstanden die een vogel ooit had gevlogen.

### Onderzoek met geolocators
In onder andere Nederland wordt onderzoek aan trekvogels verricht met archival light logger geolocators. Dit zijn uiterst lichte apparaatjes die aan de poot van de vogel worden vastgemaakt als ze nog een kuiken zijn. Een of meerdere seizoen later wordt de aldus uitgeruste vogel weer gevangen en dan kan met speciale geolocatiesoftware de opgeslagen (archived) resultaten worden uitgelezen en de door de vogel afgelegde route met grote nauwkeurigheid worden gereconstrueerd.
Zeven in 2011 op deze manier uitgeruste noordse sterns uit Noord-Groningen bleken nog grotere afstanden te hebben afgelegd dan uit eerdere onderzoekingen naar voren kwam. Gedurende de gemiddeld 273 dagen hadden ze de volgende route gevlogen: eerst verbleven ze ergens in het midden van het noordelijk deel van de Atlantische Oceaan, toen vlogen ze naar het zuiden, ver westelijk van de kust van Namibië en vervolgens naar de Indische Oceaan naar een pleisterplaats die tot dan toe onbekend was bij Amsterdam-eiland. Daarna vlogen ze door naar zeegebieden ten zuiden van Australië (Wilkesland) en één stern vloog zelfs door naar Nieuw-Zeeland, om daarna weer de route terug naar Nederland te beginnen. Als het heen en weer vliegen op de pleisterplaatsen niet wordt meegerekend, legden de vogels gemiddeld 48.700 km af, in werkelijkheid vlogen ze ongeveer 90.000 km. Dit is tot nu toe het record.
Onderzoek naar trekgedrag van vogels vanuit Groenland met geotrackers toonde aan dat de vogels van daar gemiddeld 70.900 km in een jaar aflegden. In een leven van tot 34 jaar kunnen individuele vogels meer dan 2,4 miljoen km afleggen, de afstand van 3 maal heen en weer naar de maan.

## Afbeeldingen

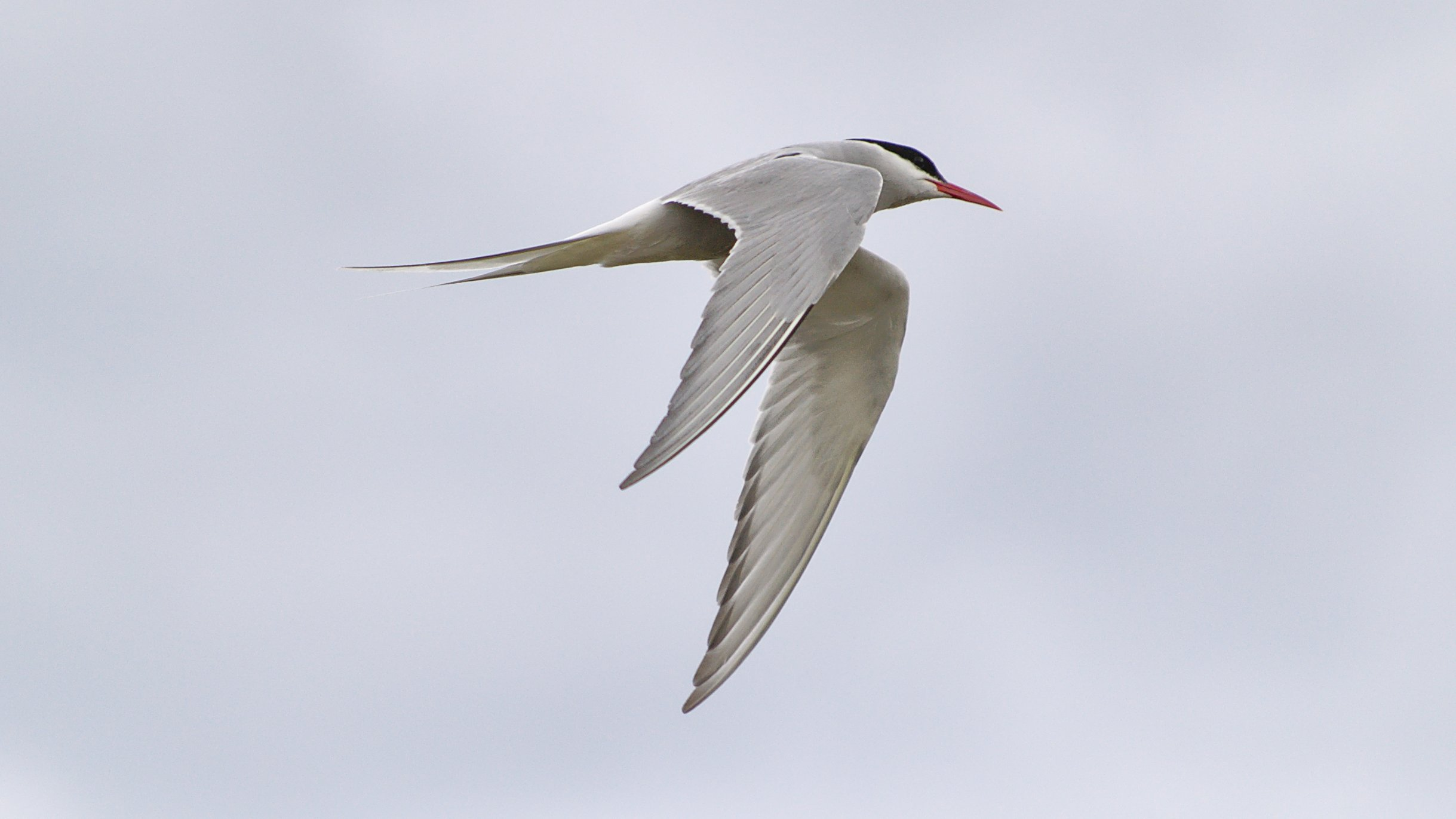
Noordse stern in de vlucht
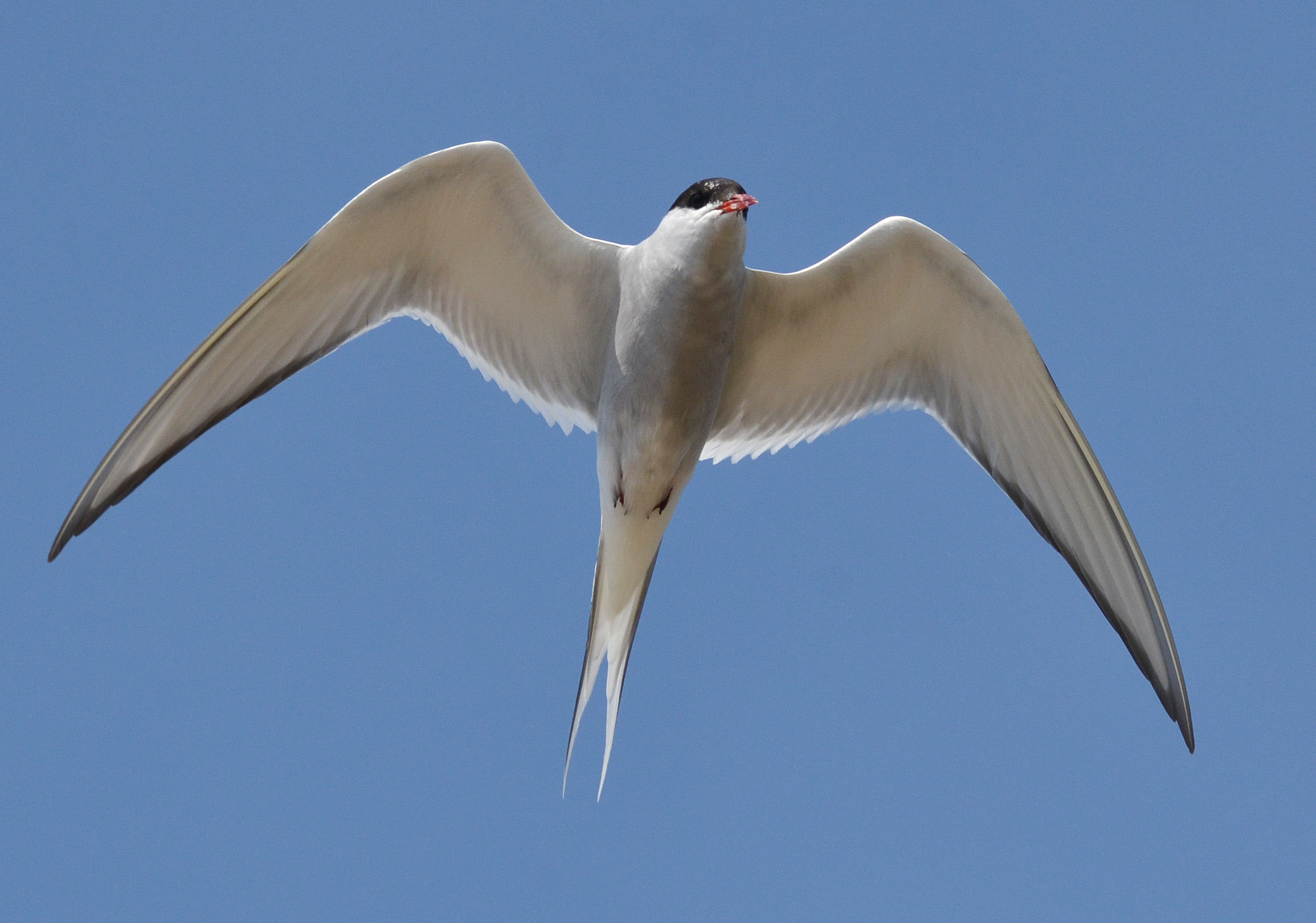
Onderzijde: let op de scherp afgetekende donkere rand van de handvleugel
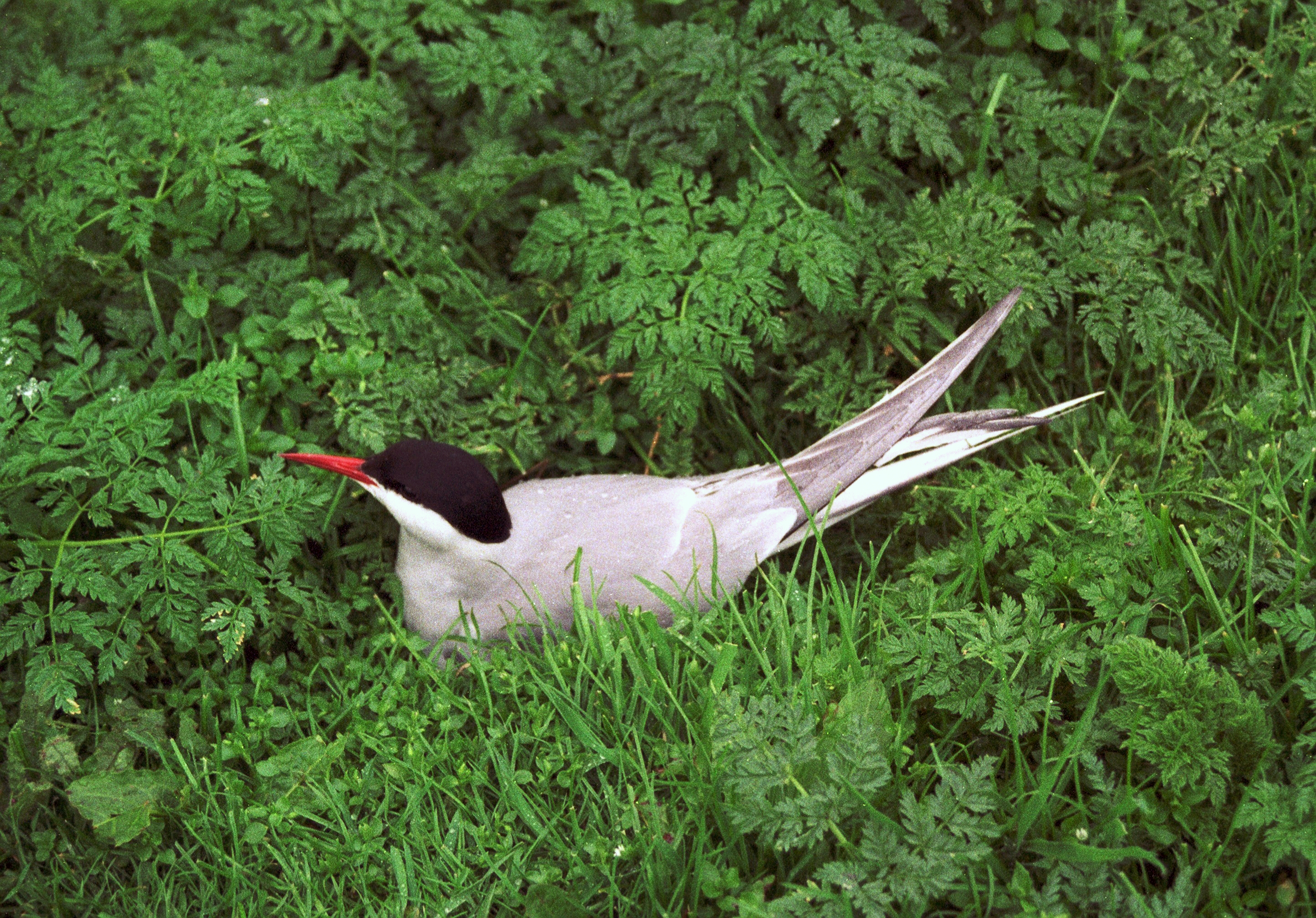
Noordse stern op nest